# Mohamed Bucetta
Mohamed Boucetta (Marrakech, 23 de diciembre de 1925-Rabat, 17 de febrero de 2017) fue un político histórico y jurista marroquí considerado una de las figuras políticas más importantes de su país en la segunda mitad del siglo XX, especialmente desde su puesto de ministro de Asuntos Exteriores. Cofundador en los años 1940 del Partido Istiqlal, uno de los partidos clave en Marruecos durante la segunda mitad del siglo XX. Fue su secretario general entre 1974 y 1998. Fue ministro en tres ocasiones.

## Biografía
Nacido en Marrakech en 1925 se alistó muy joven a las filas nacionalistas en el Partido Istiqlal. Tras la Segunda Guerra Mundial el partido le envió a Francia para que estudiase Derecho en La Sorbona. A su regreso a Marruecos abre un gabinete de abogados en Rabat junto a otros jóvenes de su partido y pronto sucede a Ben Barka al frente del periódico del Istiqlal Al Alam dando un giro conservador en los contenidos del medio hasta entonces considerado portavoz del ala progresista del partido. 
Ocupó su primer cargo en el Ministerio de Asuntos Exteriores a los 33 años cuando el 12 de mayo de 1958, fue nombrado secretario de estado de Asuntos Exteriores en el gobierno Balafrej. En 1960 fue nombrado ministro de la Función Pública y de la Reforma Administrativa y un año más tarde, del 2 de junio de 1961 al 5 de enero de 1963 fue nombrado ministro de Justicia. 
Del 10 de octubre de 1977 al 27 de marzo de 1979 en el gobierno de Osman II, asumió el Ministerio de Asuntos Exteriores y Cooperación y posteriormente fue designado también para el mismo cargo en los ejecutivos de Bouabid I y Bouabid II entre el 10 de octubre de 1977 y 1983. Bajo el ejecutivo Lamrani III (entre 1983 y 1985), fue ministro de Estado. Tanto en su puesto del Gobierno como desde su partido reivindicó siempre Ceuta y Melilla para Marruecos.
En 1974, como consecuencia de la muerte de Allal El Fassi, fue secretario general del Partido Istiqlal, puesto que asumió hasta su dimisión en 1998, sucedido por Abbas El Fassi.
En el año 2000 el rey le encargó que tomara las riendas de la comisión encargada de reforma el Código Familia.
Murió el 17 de febrero de 2017, a su entierro asistieron el hijo y el hermano del rey Mohamed VI: el príncipe heredero marroquí Mulay Hassan y su tío Mulay Rachid.

## Condecoraciones
Fue condecorado por el embajador palestino en Marruecos con la «Estrella de Al Qods», durante una ceremonia celebrada en la sede de la embajada en Rabat en 2012.